# Siphocampylus igneus
Siphocampylus igneus är en klockväxtart som beskrevs av Ignatz Urban. Siphocampylus igneus ingår i släktet Siphocampylus och familjen klockväxter. Inga underarter finns listade i Catalogue of Life.